# Johan van Haersolte
Johan van Haersolte (tot Cranenburg) (Warffum, 1644 - Dresden, 29 januari 1716) was een Nederlands militair, buitengewoon gezant te Zweden, Polen en Rusland en curator van de hogeschool te Franeker. Hij was heer tot Cranenburg en stond bekend als een ervaren bestuurder. 

## Leven

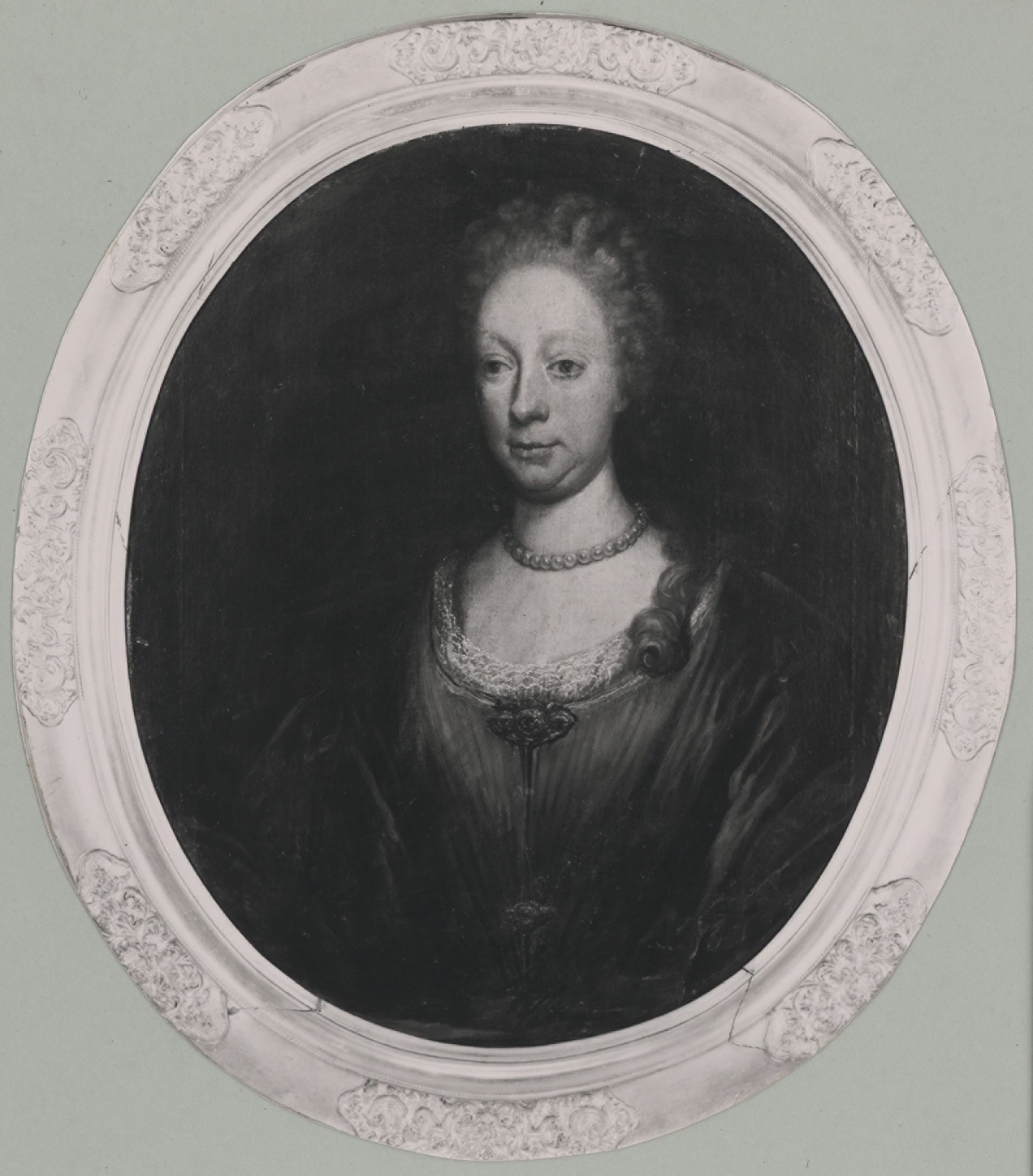
Portret van waarschijnlijk Anna Sickinghe (1647-1720), de tweede vrouw van Johan van Haersolte

Van Haersolte, telg uit het adellijke geslacht Van Haersolte, werd geboren als zoon van Arent van Haersolte (1608-1661), kolonel en commandant van Zwolle en Christina van Haersolte (1629-1661), erfgename van Cranenburg.
Hij trouwde rond 1669 met Mechteld Hendrina Woltera Martens (1648-1670), erfvrouwe van Borgel. Zij overleed in 1670 met haar kind in de kraam. In 1676 trouwde Van Haersolte met Anna Sickinghe (1647-1720), telg uit het geslacht Sickinghe. Zij was een dochter van de Groningse hoofdeling Feio Sickinghe tot Warffumborch en Sophia van Echten. Met Anna kreeg hij een dochter en drie zoons. Zowel hij, zijn vrouw en hun enige dochter werden na hun overlijden begraven in een grafkelder in de Grote Kerk in Zwolle.
Van Haersolte was lid van de Ridderschap van Overijssel. 

## Loopbaan
Van Haersolte werd in 1671 als kapitein aangesteld. Het jaar erop brak de Hollandse Oorlog uit. Van Haersolte maakte het rampjaar mee en kwam uiteindelijk op 18 maart 1675 voor als een van de krijgsgevangen van Frankrijk. 
Rond 1681 werd hij burgemeester van Bolsward. Door deze positie werd hij toegelaten tot staats- en generaliteitscommissies van Friesland, hieronder de Staten-Generaal, de Gedeputeerde Staten van Friesland en de Raad van State. Daarnaast werd hij in 1686 curator van de hogeschool te Franeker.  

### Als buitengewoon gezant
In 1699 was Van Haersolte buitengewoon gezant bij de Nedersaksische Kreits te Hamburg. In 1700 begon de Grote Noordse Oorlog. Van Haersolte vertrok richting Zweden om daar als gezant voor vrede tussen Zweden en Polen te pleiten. Koning Karel XII van Zweden stelde dit echter niet op prijs en dus verbleef Van Haersolte in Riga tot de veldtocht was afgelopen. 
In 1702 werd hij met eenzelfde missie naar Polen gestuurd. Hier moest hij wachten op tsaar Peter I van Rusland. De tsaar was op de terugweg van een Turkse veldtocht. Op 27 augustus 1702 ontmoette Van Haersolte de tsaar ten slotte te Thorn. De tsaar vertelde hem hier dat Van Haersolte zich voor zijn opdracht tot zijn ministers moest wenden. Van Haersolte bleef uiteindelijk tot juni 1703 als buitengewoon gezant aan het Russische hof. Hoewel men hem destijds graag als ambassadeur aan het hof van de tsaar had willen houden, liet zijn gezondheid dit niet toe. Om deze reden werd hem uiteindelijk ontslag verleend.
Van Haersolte overleed in 1716 te Dresden als gezant van de republiek bij de koning van Polen.
- Biografisch Portaal: 35116055